# 科戈兰
科戈兰（法語：Cogolin，法語發音：[kɔɡɔlɛ̃]）是法国普罗旺斯-阿尔卑斯-蓝色海岸大区瓦尔省的一个市镇，属于德拉吉尼昂区。

## 地理
科戈兰（43°15'9"N, 6°31'48"E）面积27.93 平方千米，位于法国普罗旺斯-阿尔卑斯-蓝色海岸大区瓦尔省，该省份为法国东南部沿海省份，北起上普罗旺斯阿尔卑斯省，西北角与沃克吕兹省接壤，西接罗讷河口省，南濒地中海，东临滨海阿尔卑斯省。
与科戈兰接壤的市镇（或旧市镇、城区）包括：滨海卡瓦莱尔、拉克鲁瓦瓦尔梅、加桑、格里莫、拉莫勒。

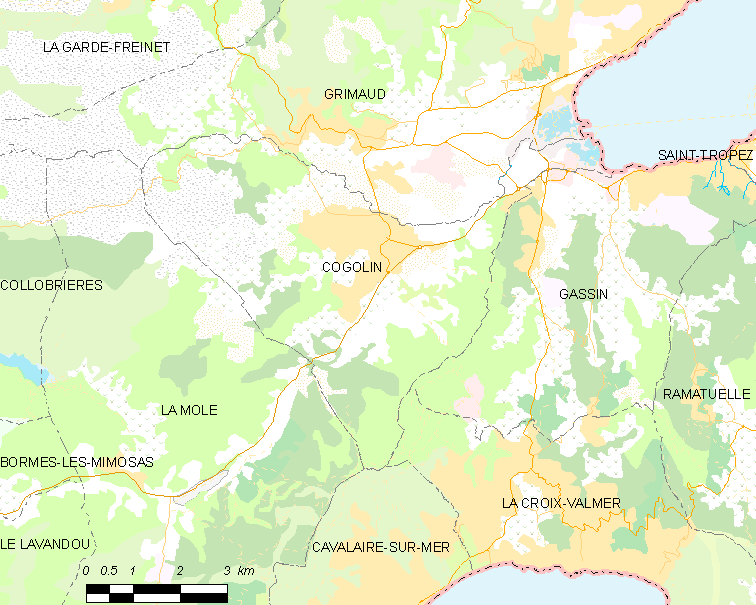
科戈兰的OSM定位图

科戈兰的时区为UTC+01:00、UTC+02:00（夏令时）。

## 行政
科戈兰的邮政编码为83310，INSEE市镇编码为83042。

## 政治
科戈兰所属的省级选区为圣马克西姆县。

## 人口

1962-2008年间科戈兰人口变化图示

科戈兰于2022年1月1日时的人口数量为12076人。